# Comuna Velîkopolovețke, Skvîra
Velîkopolovețke (în ucraineană Великополовецьке) este o comună în raionul Skvîra, regiunea Kiev, Ucraina, formată din satele Andriivka, Mala Mîhailivka și Velîkopolovețke (reședința).

## Demografie
Componența lingvistică a comunei Velîkopolovețke
     Ucraineană (96,64%)
     Rusă (3,09%)
     Alte limbi (0,19%)
Conform recensământului din 2001, majoritatea populației comunei Velîkopolovețke era vorbitoare de ucraineană (96,64%), existând în minoritate și vorbitori de rusă (3,09%).